# Lauter Leben
Lauter Leben ist eine Kurzgeschichtensammlung von Helga Schubert, die 1975 im Aufbau Verlag erschienen ist. Er war ihr erster großer Erfolg in der DDR und begründete ihre Stellung als unangepasste und dem System ablehnend gegenüber stehende Schriftstellerin.

## Text

### Inhalt
Schubert schildert in kurzen, meist nicht mehr als drei oder vier Seiten langen Geschichten Einblicke in den Alltag der DDR und nimmt dabei die Perspektive der Protagonisten ein. Wie bei ihrem Vorbild Hans Fallada versucht sie den Nichtgeschützten und Nichtprivilegierten eine Stimme zu geben, wie zum Beispiel einer polnischen Wirtin, deren einfaches Leben in der Geschichte „Die polnische Wirtin“ beschrieben wird.
Die Sammlung umfasst 32 Geschichten, die meist aus der Perspektive von Frauen geschrieben sind. Teilweise sind die Protagonisten auch Männer oder Kinder, vereinzelt wechselt sie im Laufe der Geschichte die Perspektive.

### Sprache
Schubert gestaltet kurze Texte, in der Regel nur Hauptsätze und einen Nebensatz, und schafft damit die Möglichkeit eines dichten Nacherlebens der Innenwelt der Figuren. Sie selbst bezeichnete diese Technik als Prosa-Lyrik.

## Rezeption
Zu Zeiten der DDR führte diese Veröffentlichung und die nachfolgender Texte zu Untersuchungen durch die Staatsführung; gleichzeitig berichteten ihr Frauen später in Briefen, dass die Wahrnehmung ihrer Rolle, die sich oftmals von der der offiziellen Propaganda unterschied, ihnen das Gefühl gegeben habe, gesehen zu werden.
Über die Rolle Schuberts und anderer Autorinnen und Autoren der Dissidentenszene der DDR wurden seit den 90er Jahren und dem Ende der DDR mehrere Monografien und Aufsätze verfasst.

## Ausgaben
- Schubert, Helga, Lauter Leben: Geschichten, Edition neue Texte, Berlin ; Weimar : Aufbau-Verlag, 1975. 1. Aufl., 1975
- Schubert, Helga, Lauter Leben : Geschichten, Pinnow : EDITION digital, 2013